# День незалежності Абхазії

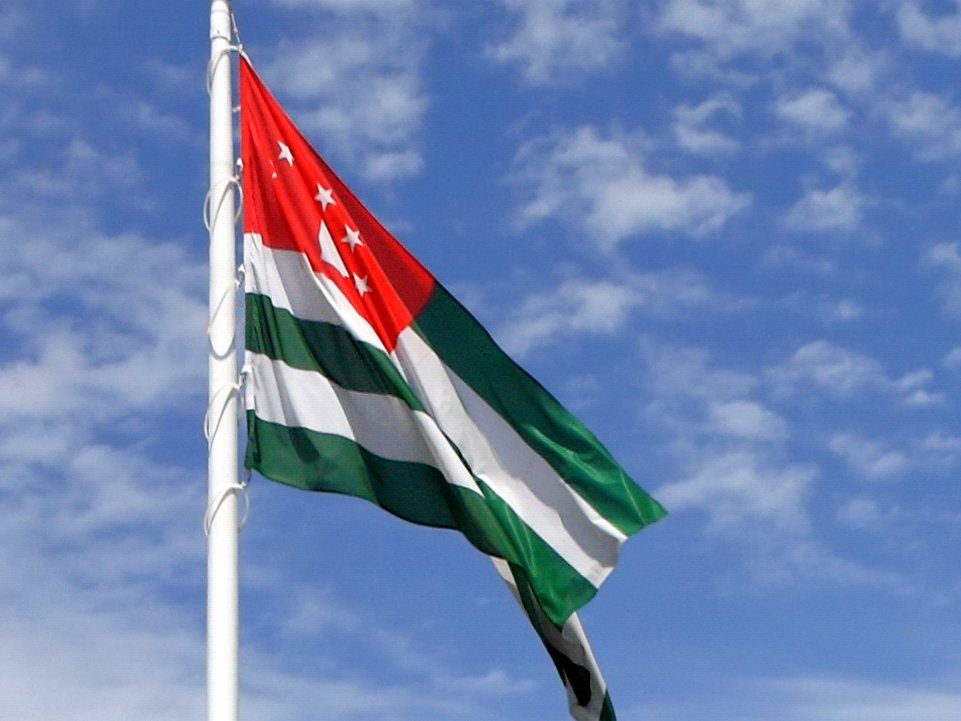
Прапор Абхазії

День Незалежності Абхазії, також відомий як День Визволення або День Перемоги, є головним державним святом частково визнаної Республіки Абхазія. Відзначає закінчення війни в Абхазії (1992—1993 рр.) та проголошення незалежності. Ця дата відзначається 30 вересня.
За грузинськими законами, на території Абхазії міститься Абхазька Автономна Республіка. Більшість країн світу розглядають самопроголошену республіку як частину Грузії. Водночас 5 країн-членів ООН визнають її незалежність: Росія, Нікарагуа, Венесуела, Науру, Сирія.